# Dmitri Iwanowitsch Lobanow-Rostowski

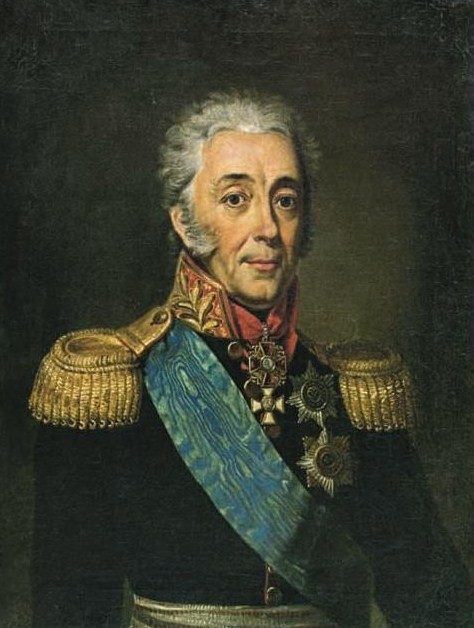
Dmitri Iwanowitsch Lobanow-Rostowski

Fürst Dmitri Iwanowitsch Lobanow-Rostowski (russisch Дми́трий Ива́нович Лоба́нов-Росто́вский) (* 20. Septemberjul. / 1. Oktober 1758greg. in Moskau; † 25. Julijul. / 6. August 1838greg. in Sankt Petersburg) war ein russischer Politiker, General der Infanterie und Militärkommandeur während der Napoleonischen Befreiungskriege.

## Leben

### Herkunft
Er stammte aus dem alten russischen Hochadelsgeschlecht Lobanow-Rostowski, einer Seitenlinie der Rurikiden, die ihren Namen von der Stadt Rostow erhielt. Seine Eltern waren Fürst Iwan Iwanowitsch Lobanow‑Rostowski (1731–1791) und Jekaterina Alexandrowna geb. Kurakina (1735–1802). Sein jüngerer Bruder war der russische Generalgouverneur Jakow Iwanowitsch Lobanow-Rostowski (1760–1831).

### Militärkarriere
Er wurde 1772 beim Semjonowski-Garderegiment eingeschrieben, 1779 wurde er Fähnrich und 1783  als Oberstleutnant in den regulären Heeresdienst versetzt. Während des Russisch-Osmanischen Krieges von 1787–1792 zeichnete er sich als Kommandeur eines Bataillons des Livländischen Jägerkorps und dann mit dem Achtyrka-Jägerregiment während der Erstürmung von Ismail aus, wo er verwundet wurde. Er bewährte sich in der Schlacht von Măcin und erhielt den Orden des Heiligen Georg 3. Klasse. Für seine Tapferkeit während der Erstürmung von Praga wurde er 1794 mit den Orden des Hl. Wladimir 3. Klasse und dem Goldenen Schwert für Tapferkeit ausgezeichnet und zum Brigadegeneral befördert. 1797 wurde er Militärgouverneur von Archangelsk und zum Chef des Pskower Musketier-Regiments ernannt. Am 27. Dezember 1797 quittierte er den Heeresdienst und wurde im Rang eines Generalleutnants verabschiedet.
Infolge des Dritten Koalitionskrieges wurde er 1806 reaktiviert und damit beauftragt die 17. Infanterie-Division im Raum Twer aufzustellen. 1807 wurde Lobanow-Rostowski vom Zaren Alexander I. zusammen mit seinem Cousin Prinz Alexander Kurakin beauftragt, mit den Franzosen einen Waffenstillstand auszuhandeln. Während der Unterhandlungen des Friedensvertrages von Tilsit verlieh ihn der Zar den Rang eines Generals der Infanterie und verlieh ihm den Alexander-Newski-Orden. Napoleon überreichte ihn gleichzeitig das Großkreuz des Ordens der Ehrenlegion. Vom 1. Januar 1808 bis 2. Februar 1809 amtierte Lobanow-Rostowski dann als Militärgouverneur der Hauptstadt Sankt Petersburg. Ende Mai 1809 wurde er mit Verstärkungen zum Korps des Prinzen S. F. Golizyn nach Galizien geschickt, um an der Grenze Österreichs zu sichern. Seit Dezember 1810 war er Generalgouverneur von Livland, Estland und Kurland sowie Militärgouverneur von Riga. Er verstärkte neben der Garnison von Riga auch die Dünamünder Schanze.
Von 25. August 1817 bis zum 18. Oktober 1827 fungierte er nach der Ernennung durch den Zaren als Nachfolger von Dmitri Prokofjewitsch Troschtschinski als russischer Justizminister. 1822 lehnte er das Angebot von Kaiser Alexander I., das Kriegsministerium zu leiten, unter Hinweis auf Alter und Krankheit ab. Seit 1823 war er Ehrenmitglied der Russischen Akademie. Während des Interregnums von 1825 schworen Mitglieder des Staatsrates, des Senats, der zentralen Regierungsbehörden und der St. Petersburger Garnison auf Vorschlag von Lobanow-Rostowski und M. A. Miloradowitsch dem Großfürsten Konstantin Pawlowitsch die Treue. Dimitri Iwanowitsch Lobanow-Rostowski starb 1838 in Sankt Petersburg.

## Auszeichnungen
- Russischer Orden des Heiligen Andreas
- Russischer Orden des Heiligen Wladimir, 1. und 3. Klasse
- Russischer Alexander-Newski-Orden
- Russischer Orden der Heiligen Anna, 1. Klasse
- Russischer Orden des Heiligen Georg, 3. und 4. Klasse
- Französischer Orden der Ehrenlegion

## Ehrungen
- Goldenes Schwert für Tapferkeit